# Hypsioma grisea
Hypsioma grisea är en skalbaggsart som först beskrevs av Edmond Jean-Baptiste Fleutiaux och Sallé 1889.  Hypsioma grisea ingår i släktet Hypsioma och familjen långhorningar.
Artens utbredningsområde är:
- Guadeloupe.
- Dominica.

Inga underarter finns listade i Catalogue of Life.